# Hang Ngườm Bốc
Hang Ngườm Bốc là hang ở sườn tây dãy núi Lam Sơn, gần bản Nưa xã Hồng Việt huyện Hòa An tỉnh Cao Bằng, Việt Nam.
Hang Ngườm Bốc được Bộ Văn hóa, Thể thao và Du lịch xếp hạng là di tích lịch sử quốc gia tại Quyết định số 02/2004/QĐ-BVHTT ngày 9/1/2004.

## Mô tả
Hang thuộc dạng karst trong dãy núi đá vôi. Tên gọi Ngườm Bốc theo tiếng Tày - Nùng có nghĩa là Hang Khô, loại hang trên sườn núi không có dòng nước chảy.
Hang là nơi ghi dấu nhiều sự kiện lịch sử về hoạt động cách mạng của Chủ tịch Hồ Chí Minh trước và sau Cách mạng. Từ cuối tháng 3 đến tháng 8 năm 1942, Chủ tịch Hồ Chí Minh đã chuyển từ Pác Bó về căn cứ Lam Sơn để lãnh đạo cách mạng. Tháng 5 năm 1945 tại đây Chủ tịch Hồ Chí Minh đã họp với lãnh đạo Liên Tỉnh ủy Cao - Bắc - Lạng chuẩn bị cho cuộc tổng khởi nghĩa Tháng 8 năm 1945. Ngườm Bốc cũng là nơi xưởng quân giới Lê Tổ ở và làm việc trong thời kỳ kháng chiến chống Pháp. Tại đây tháng 10 năm 1950 Chủ tịch Hồ Chí Minh đã dự và chỉ đạo Hội nghị tổng kết Chiến dịch Biên giới và nói chuyện với công nhân xưởng quân giới. Vì thế hang sớm được công nhận là di tích lịch sử quốc gia.